# Rakvice
Rakvice település Csehországban, Břeclavi járásban. Rakvice Lednice, Podivín, Velké Pavlovice, Přítluky, Velké Bílovice és Zaječí településekkel határos. Lakosainak száma 2308 fő (2024. január 1.).

## Népesség
A település lakosságának változását az alábbi diagram mutatja:
| Lakosok száma | 1546 | 2141 | 2377 | 2256 | 2169 | 2120 | 2173 | 2177 | 2103 | 2308 |
|               | 1869 | 1900 | 1921 | 1961 | 1980 | 2011 | 2016 | 2019 | 2021 | 2024 |